# Brodi

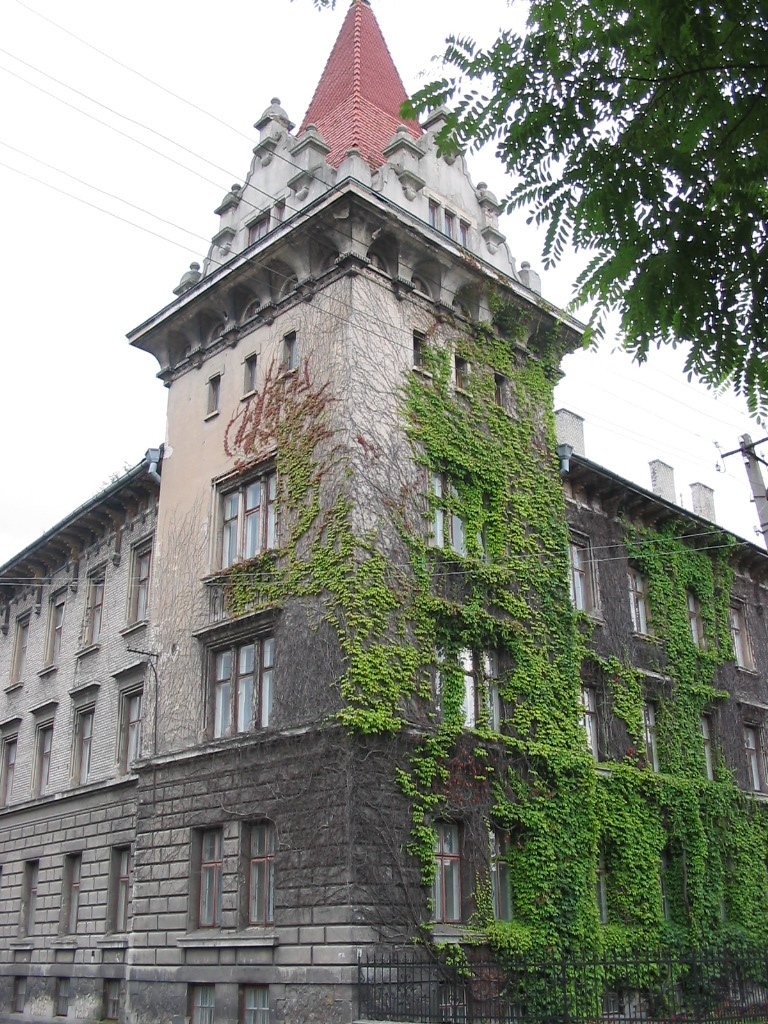
La torre de l'edifici de l'antic tribunal provincial de Brody

Brodi (en ucraïnès: Броди, en jiddisch: בראָד, translit. Brod) és una ciutat de la Galítsia oriental, a l'actual Ucraïna, a la Província de Lviv, a l'oest del país, a uns 90 kilòmetres al nord-est de la capital de la província, Lviv. El 2020 tenia 23.454 habitants.
El primer esment escrit data del 1084. Va ser un centre d'importància durant l'època de l'Imperi Austrohongarès. El nom significa «guals» i refereix a una antiga ruta comercial que travessava la ciutat i els aiguamolls dels afores. La ciutat va començar a florir des de 1580 quan el governador de Bełz, Stanisław Żółkiewski, va comprar la finca. El 22 de juliol de 1584, va obtenir els drets de ciutat. el 1629 Stanisław Koniecpolski (1594-1646) va comprar la ciutat. Entre 1630-35 hi va erigir un castell en estil renaixentista al mig d'una fortalesa pentagonal, dissenyat per l'arquitecte francès Guillaume de Beauplan i el 1637 va fundar una escola. A més, va acordor una certa autonomia municipal en l'àmbit administratiu.
Entre els monuments importants de la ciutat es poden esmentar el gimnàs i la sinagoga.

## Persones il·lustres
- Joseph Ludwig Raabe (1801 - 1859), matemàtic
- Arthur Kober (1900 - 1975), humorista
- Daniel Yanofsky (1925 - 2000), Gran Mestre d'escacs
- Guillermo Kolischer (1890-1970), pianista i pedagog
- Jakob Rosanes (1842-1922), matemàtic
- Joseph Roth (1894-1939), escriptor